# Bloedbad in Kfar Aza
Op 7 oktober 2023, tijdens de Hamas-aanval in Israël 2023, het begin van de oorlog tussen Hamas en Israël, richtten terroristen van Hamas een bloedbad in Kfar Aza aan, een Israëlische kibboets nabij de Gazastrook. Bij de aanval kwamen ten minste 52 mensen om het leven.
Vóór de aanval telde de kibboets 400 inwoners. Het duurde twee dagen voordat het Israëlische leger de volledige controle over het dorp kreeg. 

## Aanval
Ongeveer 70 Hamas-schutters braken door een hek om toegang te krijgen tot de kibboets. Nadat ze de kibboets (op drie kilometer van de grens met Gaza) binnen kwamen stuitte men op de bewaking van de kibboets. Alle leden van deze vrijwillige gewapende garde werden gedood in een gevecht aan de westkant van het dorp. De militanten staken huizen in brand en doodden burgers. Sommige lichamen werden gevonden met vastgebonden handen. 
De militanten namen ook burgers als gijzelaar mee terug naar Gaza. De Israëlische generaal-majoor Itai Veruv omschreef het bloedbad als een terreuraanslag. Regionaal hoofd van eerstehulporganisatie ZAKA Yossi Landau verklaarde later tegenover Sky News dat 80% van de lichamen in Kfar Aza en in Be'eri tekenen van marteling vertoonden.
Het kostte het Israëlische leger twee en een halve dag om na de eerste aanval de volledige controle over de gemeenschap terug te krijgen. Parachutisten van Eenheid 71 leidden de aanval om de gemeenschap te heroveren, ook de Duvdevan-eenheid was hierbij betrokken.
Volgens Bituah Leumi (Israëls bureau voor sociale veiligheid) zijn er in Kfar Aza 46 personen gedood, van wie de jongste 14 jaar oud was.